# Roberto VII d'Alvernia
Roberto VII d'Alvernia (verso il 1282 – 13 ottobre 1325) fu conte d'Alvernia e di Boulogne dal 1317 alla sua morte.

## Origine
Secondo la Histoire généalogique de la maison d'Auvergne Roberto era l'unico figlio del conte d'Alvernia e conte di Boulogne, Roberto VI di Clermont e di Beatrice di Montgascon, signora di Montgascon e di Pontgibaut, figlia di Falcone, signore di Montgascon e di Isabella di Ventadour.

Stemma dell'Alvernia

Secondo la Histoire généalogique de la maison d'Auvergne Roberto VI di Clermont era il figlio maschio secondogenito del conte d'Alvernia e conte di Boulogne, Roberto V di Clermont e di Eleonora di Baffie, che era figlia di Guglielmo detto il Vecchio, signore di Baffie (in Alvernia), e della moglie, di cui non si conosce il nome, figlia del conte di Forez, Guido III e della moglie di nome Asiurane

## Biografia
Dal 1297, fu col padre, Roberto VI, al fianco del re di Francia, Filippo IV il Bello, nella guerra che conduceva contro il conte di Fiandra, Guido di Dampierre e partecipò allo scontro decisivo che avvenne sotto le mura di Courtrai, l'11 luglio 1302; lo storico, chierico, canonista e bibliotecario francese, Étienne Baluze riporta che secondo le cronache dell'epoca, Roberto, assieme ad altri feudatari fuggì dalla battaglia, mentre secondo altri cronisti combatté valorosamente. Dopo essere stato sconfitto, Filippo IV il Bello riuscì ad imporsi, nel 1304, nella battaglia di Mons-en-Pévèle, alla quale Roberto prese parte.
Nel 1314, suo padre, Roberto VI, fece testamento designando come erede la moglie, madre di Roberto, Beatrice (Beatrici carissima uxori meæ), seguito poi da un altro testamento di Beatrice che dichiarava erede Roberto, il loro figlio (dominum Rotbertum de Bolonia militem filium meum procreatum de domino meo Domino comite Arverniae et Boloniae prædicto in erede universalem).
Suo padre, Roberto VI, morì presumibilmente nel 1317, anno in cui non compare più in nessun documento, mentre nel 1316, suo padre, RobertoVI, aveva fatto parte del consiglio di reggenza di Filippo, detto il Lungo, dopo la morte del fratello, il re di Francia, Luigi X di Francia; Roberto succedette al padre.
La morte di Roberto viene datata al 13 ottobre 1325; il Baluze ci dice che nel 1326, il re di Francia, Carlo IV il Bello, in un documento lo cita come già morto; gli succedette il figlio primogenito, Guglielmo.

## Matrimoni e figli
In prime nozze Roberto aveva sposato a Parigi il 23 giugno 1303 Bianca di Borbone (morta nel 1304), figlia di Roberto di Francia, conte di Clermont, e di Beatrice di Borgogna, dama di Borbone. Il matrimonio viene confermato da un documento della Histoire généalogique de la maison d'Auvergne, datato 1379 in cui Luigi II di Borbone, riporta che il suo avo, Roberto di Francia, figlio di Luigi IX il Santo, dal suo matrimonio ebbe due figli: Luigi e Bianca che sposò Roberto, futuro conte d'Alvernia e di Boulogne.
Roberto da Bianca ebbe un solo figlio:
- Guglielmo (v. 1304 - 1332), conte d'Alvernia e di Boulogne[14].

Dopo essere rimasto vedovo, nel 1304, in seconde nozze, Roberto, nel 1312, sposò Maria di Dampierre o di Fiandra, figlia del secondogenito del conte di Fiandra, Guido di Dampierre, Guglielmo, signore di Termonde, Richebourg e Crèvecœur, e di Alice di Clermont e di Nesle, viscontessa di Châteaudun. Il re di Francia, Filippo IV il Bello, approvò personalmente il matrimonio, come ci viene confermato dal documento della Histoire généalogique de la maison d'Auvergne, datato 1312.
Roberto da Maria ebbe quattro figli:
- Giovanni (†1386), conte di Montfort, Alvernia e Boulogne[14];
- Guido († 1373), che divenne arcivescovo di Lione,  cardinale e decano del Sacro Collegio[14];
- Goffredo (morto verso il 1385), signore di Montgascon, padre di Maria I d'Alvernia[16];
- Matilde, sposatasi nel 1334 con Amedeo III, conte di Ginevra[17].

## Ascendenza
|                                    |                             |                       | Genitori             |  |  | Nonni |  |  | Bisnonni               |  |  | Trisnonni           |  |
|                                    |                             |                       |                      |  |  |       |  |  | Guglielmo X d'Alvernia |  |  | Guido II d'Alvernia |  |
|                                    |                             |                       |                      |  |  |       |  |  | Guglielmo X d'Alvernia |  |  | Guido II d'Alvernia |  |
|                                    |                             | Petronilla di Chambon |                      |  |  |       |  |  | Guglielmo X d'Alvernia |  |  |                     |  |
| Roberto V d'Alvernia               |                             |                       |                      |  |  |       |  |  | Guglielmo X d'Alvernia |  |  |                     |  |
|                                    |                             | Adelaide di Brabante  | Enrico I di Brabante |  |  |       |  |  |                        |  |  |                     |  |
|                                    |                             | Adelaide di Brabante  | Enrico I di Brabante |  |  |       |  |  |                        |  |  |                     |  |
|                                    |                             | Adelaide di Brabante  | Matilde di Lorena    |  |  |       |  |  |                        |  |  |                     |  |
| Roberto VI d'Alvernia              |                             | Adelaide di Brabante  |                      |  |  |       |  |  |                        |  |  |                     |  |
|                                    |                             | Guglielmo di Baffie   | …                    |  |  |       |  |  |                        |  |  |                     |  |
|                                    |                             | Guglielmo di Baffie   | …                    |  |  |       |  |  |                        |  |  |                     |  |
|                                    |                             | Guglielmo di Baffie   | …                    |  |  |       |  |  |                        |  |  |                     |  |
| Eleonora di Baffie                 |                             | Guglielmo di Baffie   |                      |  |  |       |  |  |                        |  |  |                     |  |
|                                    |                             | Eleonora di Forez     | …                    |  |  |       |  |  |                        |  |  |                     |  |
|                                    |                             | Eleonora di Forez     | …                    |  |  |       |  |  |                        |  |  |                     |  |
|                                    |                             | Eleonora di Forez     | …                    |  |  |       |  |  |                        |  |  |                     |  |
| Roberto VII d'Alvernia             |                             | Eleonora di Forez     |                      |  |  |       |  |  |                        |  |  |                     |  |
|                                    | Roberto Folco di Montgascon | …                     |                      |  |  |       |  |  |                        |  |  |                     |  |
|                                    | Roberto Folco di Montgascon | …                     |                      |  |  |       |  |  |                        |  |  |                     |  |
|                                    | Roberto Folco di Montgascon | …                     |                      |  |  |       |  |  |                        |  |  |                     |  |
| Falcone III, signore di Montgascon | Roberto Folco di Montgascon |                       |                      |  |  |       |  |  |                        |  |  |                     |  |
|                                    |                             | Beatrice di Beaujeu   | …                    |  |  |       |  |  |                        |  |  |                     |  |
|                                    |                             | Beatrice di Beaujeu   | …                    |  |  |       |  |  |                        |  |  |                     |  |
|                                    |                             | Beatrice di Beaujeu   | …                    |  |  |       |  |  |                        |  |  |                     |  |
| Beatrice di Montgascon             |                             | Beatrice di Beaujeu   |                      |  |  |       |  |  |                        |  |  |                     |  |
|                                    |                             | Ebles VI di Ventadour | …                    |  |  |       |  |  |                        |  |  |                     |  |
|                                    |                             | Ebles VI di Ventadour | …                    |  |  |       |  |  |                        |  |  |                     |  |
|                                    |                             | Ebles VI di Ventadour | …                    |  |  |       |  |  |                        |  |  |                     |  |
| Isabella di Ventadour              |                             | Ebles VI di Ventadour |                      |  |  |       |  |  |                        |  |  |                     |  |
|                                    |                             | Delfina de La Tour    | …                    |  |  |       |  |  |                        |  |  |                     |  |
|                                    |                             | Delfina de La Tour    | …                    |  |  |       |  |  |                        |  |  |                     |  |
|                                    |                             | Delfina de La Tour    | …                    |  |  |       |  |  |                        |  |  |                     |  |
|                                    |                             | Delfina de La Tour    |                      |  |  |       |  |  |                        |  |  |                     |  |

### Letteratura storiografica
- (FR)  Histoire généalogique de la maison d'Auvergne.
- (FR)  Justel, Histoire généalogique de la maison d'Auvergne.
- (FR)  Baluze, Histoire généalogique de la maison d'Auvergne, tome 1.